# 孫全謀
孫全謀為中國清朝武官官員，本籍福建。孫全謀於1788年（乾隆53年）奉旨接替卓威光，於台灣地區擔任台灣水師協副將。而隸屬台灣鎮之下的此官職是台灣清治時期的這階段，全台灣的海防軍事層級最高武將，其統帥三標水營，數千名水師兵勇。
| 前任： 卓威光 | 台灣水師協副將 1788年上任 | 繼任： 李芳園 |

| 前任： 李芳園 | 台灣水師協副將 1791年上任 | 繼任： 陳光昭 |